# Krzysztof Urbański (muzyk)
Krzysztof Urbański (ur. 20 kwietnia 1982 w Tczewie) − polski saksofonista jazzowy, kompozytor, leader.

## Wykształcenie muzyczne
Zainteresowanie muzyką wykazywał już od wczesnych lat. Mając 12 lat, w lipcu 1994 roku, na okres 6 lat został członkiem Harcerskiej Orkiestry Dętej pod dyrekcją Jerzego Kubickiego, działającej przy Centrum Kultury w Tczewie, gdzie stawiał pierwsze kroki jako saksofonista. Jednak jego ambicje związane z tym instrumentem sięgały wyżej, dlatego w 1997 roku podjął naukę w Szkole Muzycznej II st. im. Fryderyka Chopina w Gdańsku-Wrzeszczu na wydziale instrumentalnym (w klasie saksofonu altowego Władysława Chwina). Szkołę tę ukończył z wyróżnieniem w 2003 roku, by swoje zainteresowania muzyczne skierować w stronę jazzu. Jeszcze tego samego roku podjął studia w Akademii Muzycznej im. Karola Lipińskiego we Wrocławiu (wydział instrumentalny, kierunek − jazz i muzyka estradowa) w klasie saksofonu Janusza Brycha. Od tego momentu jego głównym instrumentem stał się saksofon tenorowy, a lata studiów upłynęły na doskonaleniu techniki instrumentalnej oraz zgłębianiu tajników stylistyki jazzowej. W 2008 roku ukończył z wyróżnieniem tę uczelnię z tytułem magisterskim oraz rozpoczął w pełni samodzielną zawodową drogę artystyczną.

## Zespoły
Krzysztof Urbanski Quartet - Urbanski - saksofony/kompozycje, John Turville - fortepian, Yuri Goloubev - kontrabas, Asaf Sirkis - perkusja. Zespół występował już na deskach takich festiwali jak : London Jazz Festival, Jazz nad Odra, Manchester Jazz Festiwal.
Krzysztof Urbanski & Urban Jazz Society - zespół stworzony w 2010 roku z muzykami z Wielkiej Brytanii. Krzysztof Urbanski - saksofony/kompozycje, Martin Longhawn - fortepian/instrumenty klawiszowe, Stuart McCallum - gitary, Sam Vicary - kontrabas/gitara basowa, Sam Gardner - perkusja. Zespół prezentuje brzmienie jazzowe w połączeniu ze współczesnymi elementami Hip Hopu, R&B, Elektroniki, Urban...
Art of Three - Krzysztof Urbański - saksofony, Sam Vicary - kontrabas, Sam Gardner - perkusja
Mid West Quartet − formacja jazzowa stworzona w 2004 roku przez absolwentów Akademii Muzycznej we Wrocławiu: Krzysztof Urbański − saksofon tenorowy, altowy i sopranowy, Bartosz Śniadecki − fortepian, Piotr Mazurek - bass, Tomasz Torres − perkusja. Zespół posiada na swym koncie koncerty z muzykami sceny jazzowej i popowej tej miary, co Zbigniew Namysłowski, Mario El Indio Hernandez, Zbigniew Lewandowski, José Torres, Justyna Steczkowska, Brad Terry, Michał Barański, Yaremi De Las Mercedes i inni.

## Nagrody
- 2007 - I miejsce na Ogólnopolskim Przeglądzie Zespołów Jazzowych i Bluesowych w Gdyni
- 2007 - z zespołem „Mid West Quartet” wywalczył I miejsce na Międzynarodowym Konkursie Młodych Zespołów Jazzowych Jazz Juniors w Krakowie, gdzie został również wyróżniony Honorową Nagrodą dla Najlepszego Instrumentalisty tego konkursu
- 2008 - I miejsce na Międzynarodowym Konkursie Solistów Jazzowych VI Zmagania Jazzowe w Szczecinie. W ramach tego konkursu otrzymał również indywidualną I nagrodę publiczności (internautów)[3]
- 2008 - z zespołem „Krzysztof Urbański Quartet” wywalczył Grand Prix na konkursie w ramach 44.Wrocławskiego Festiwalu Jazzowego Jazz nad Odrą we Wrocławiu oraz został uznany Indywidualnością Jazzową Roku 2008[4]
- 2009 - laureat VI Edycji Programu Młoda Polska pod patronatem Ministra Kultury i Dziedzictwa Narodowego RP Bogdana Zdrojewskiego
- 2009 - z zespołem Mid West Quartet wywalczył I miejsce (pośród 60 zespołów z całego świata biorących udział w konkursie) na „31. Hoeilaart International Jazz Competition” w Belgii, gdzie otrzymał dodatkowo nagrodę dla Najlepszego Solisty[5]
- 2009 – z zespołem Mid West Quartet został laureatem „Gwarancji Kultury”, Nagrody Widzów TVP Kultura – „za dokonania artystyczne na scenie jazzowej”[6][7]
- 2009 - Artystyczna Kulturalna Nagroda „wARTo” przyznana przez „Gazetę Wyborczą”[8]
- 2013 - I miejsce na Międzynarodowym Konkursie Taichung International Saxophone Competition na Tajwanie[9]
- 2013 - I miejsce na Międzynarodowym Konkursie Idol International Saxophone Competition w Chicago (USA). W nagrodę otrzymał saksofon tenorowy marki Keilwerth (MKX) z ustnikiem firmy Vandoren oraz rocznym zapasem stroików tej firmy; dodatkowo otrzymał dwuletnią subskrypcję czasopisma Down Beat[10]
- 2016 Stypendysta Ministerstwa Kultury i Dziedzictwa Narodowego RP

## Płyty
- Krzysztof Urbański. Urbański – debiutancki album (2010)[7][11]

Utwory: „Zarmancki lawirant”; „Giant Steps”, „Touch Her Soft Lips and Part”; „Your History”; „You Must Dance to My Music”; „When Frank Dances Funk”; „B.H.Blues”.
Muzycy: Krzysztof Urbański – saksofon tenorowy i sopranowy; Paweł Tomaszewski – fortepian, Michał Barański – kontrabas, Tomasz Torres – perkusja
- History of Tomorrow – autorski album firmowany przez własny zespół o międzynarodowej obsadzie: Krzysztof Urbański Urban Society (Krzysztof Urbański – saksofon, Stuart McCallum – gitara, Sam Gardner – perkusja, Martin Longhawn – fortepian, keyboard i Sam Vicary – bas, kontrabas)[12].

## Udział w festiwalach jazzowych
- 50.Międzynarodowy Festiwal Jazzowy „Jazz Jamboree” w Warszawie[13]
- Jazz nad Odrą we Wrocławiu
- London Jazz Festival
- Manchester Jazz Festival
- Sopot Molo Jazz Festival w Sopocie
- Krokus Jazz Festiwal w Krakowie
- Olympus Jazz Night w Warszawie
- Getxo Jazz Festival (Hiszpania)
- Międzynarodowy „Honda Jazz Festival” we Wrocławiu[14]
- Jazz Forum Festival w Warszawie
- Jazz Juniors w Krakowie
- Jazz Showcase Chicago USA
- Taipei Jazz Festival
- Taichung Jazz Festival
- Gent Festival (Belgia)
- Gouvy Jazz-Blues Jazz Festival (Belgia)
- Hoeilaart Jazz Festival (Belgia)
- Ealing Jazz Festival w Londynie
- Sint Ji Jazz w Szczecinku
- Vasaros Festivalis PIANO.LT w Wilnie (Litwa)[15]

## Działalność pedagogiczna
Wykładowca warsztatów jazzowych i lekcji mistrzowskich w akademiach muzycznych we Wrocławiu, Royal Northern College of Music Manchester, Salford University  Manchester, Kongres Saksofonowy w Jiayi na Tajwanie, Gdańsku, Krakowie, w Leeds Heart Culture Centre (UK), Chicago Midwest Clinic USA, Frankfurt MusikMesse, P.Mauriat Master Class (Sofia, Bułgaria)

## Film dokumentalny
- Polski jazz – Krzysztof Urbański Quartet – TVP Kultura (występ zespołu, 14 grudnia 2009 roku, klub Palladium w Warszawie)[17]

## Udział w nagraniach muzyki filmowej
- Milion dolarów (2010)[18]

## Inne informacje o artyście
- Od 2009 do 2011 roku Krzysztof był oficjalnym endorserem saksofonów P. Mauriat[19]
- Od 2012 roku jest artystą marki saksofonów Julius Keilwerth[9]
- Gra w orkiestrze salsowej Jose Torresa – Salsa Tropical Band, a także w kwintecie Cuban Train
- W lutym 2012 roku został wybrany spośród setek muzyków z całego świata do występu na żywo w koncercie zorganizowanym przez The Thelonious Monk Institute of Jazz w Los Angeles w Kalifornii (USA). Wspaniali muzycy, jak Herbie Hancock, Wayne Shorter, Jimmy Heath i Kenny Burrell, wysoko ocenili grę Krzysztofa a Instytut zaoferował mu pomoc w nawiązaniu współpracy z renomowanymi wytwórniami płytowymi[20]
- Od stycznia 2014 roku został artystą saksofonowej firmy: Buffet Group[21]
- Od roku 2014 współpracuje z firma Morgan Fry Mouthpieces
- Od roku 2014 jest członkiem Samadhi Quintet
- Od roku 2014 jest członkiem Andy Scott & Group S. Saksofonowej grupy, która zrzesza jednych z najważniejszych saksofonistów brytyjskiej sceny muzycznej
- Krzysztof współpracowałam z takimi artystami jak: Andy Scott, Rob Buckland, Gwilym Simcock, Ernie Watts, Leszek Mozdzer, Laurence Cottle, Jason Rebello, John Turville, Asaf Sirkis, Yuri Gloubev, Hannes Riepler, Sam Gardner...

## Wywiady prasowe
- Monika Okrój - Krzysztof Urbański: Wilk saksofonu[22]
- Best.Saxophone.Website.Ever.[23]
- DANSR VANDOREN[24]
- Jazz Forum "History of Tomorrow"[25]